# Hakob Meghapart
Hakob Meghapart (arménien : Հակոբ Մեղապարտ ; date de naissance et de décès inconnues) est le premier imprimeur arménien et fondateur de l'imprimerie arménienne. Il a développé son activité à Venise au début du XVIe siècle.

## Publications
En 1512-1513, il publie Urbatagirk (sur 124 pages, dont 24 colorées, imprimées en rouge et noir sur papier), Pataragatetr, Aghtark, Parzatumar et Tagharan.

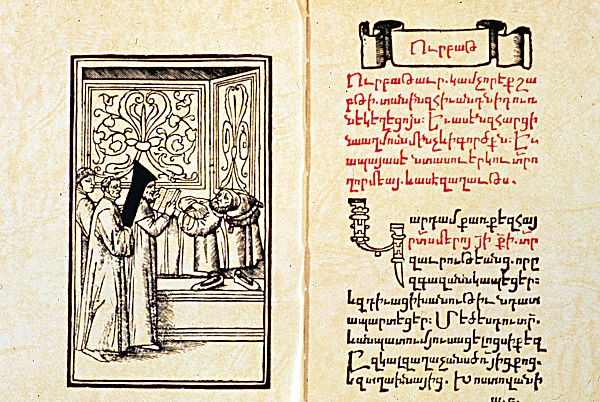
Urbatagirk.
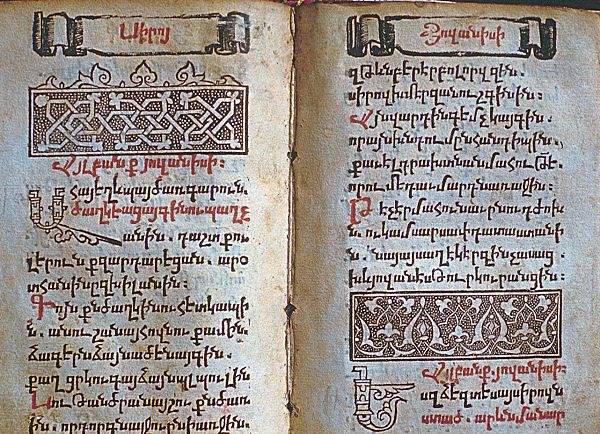
Tagharan.

Les livres qu'il a imprimés possèdent une marque d'imprimeur spéciale.